# 김성환 (만화가)
김성환(金星煥, 1932년 10월 8일 ~ 2019년 9월 8일)은 대한민국의 시사 만화가이다. 2019년 9월 8일 노환으로 사망하였다. 김성환 작가의 시사 정신을 기리고자 2001년에 《고바우 만화상》을 신설하였다.
사망 이후에는 경기도 군포시에 위치한 대야미 공공주택지구 내에 고바우뮤지엄을 건립한다.

## 생애
김성환은 1932년, 경기도 개성에서 태어나 독립운동을 하던 아버지를 따라 만주로 옮겨 살게 됐다. 만주에서 돈화국민우급학교와 길림6고(중학교)를 졸업하고 경복중학교(현 경복고등학교)에 진학했고, 미술반장을 도맡던 그는 1949년에 《연합신문》에 《멍텅구리》를 연재하여 데뷔하게 됐다.

## 학력
- 경복고등학교
- 경희대학교 국문학과
- 중앙대학교 신문방송대학원

## 작품 목록
- 《꽁생원》
- 《미스 꾀꼬리》
- 《맹랑선생》
- 《멍텅구리》
- 《고바우 영감》
- 《도토리용사》
- 《빅토리조절구》
- 《만화로 보는 역사》 (전2권)
- 《콩이와 들개》
- 《무언극 고바우》
- 《고바우 세계 방랑기》
- 《고바우와 함께 산 반생》
- 《소케트군》 (전5권)
- 《꺼꾸리군 장다리군》
- 《세모돌이 네모돌이》
- 《김성환 전집 고바우 영감》 (전10권)
- 《고바우 현대사》 (전4권)

## 등록문화재 지정
- 2012년 12월 20일, 문화재청은 김용환의 《토끼와 원숭이》, 김종래의 《엄마 찾아 삼만리》와 함께 《고바우 영감》원화를 문화재로 등록 예고했다.[4] 2013년 2월 11일, 이 3건의 만화가 근대 만화 최초로 등록문화재로 지정되었다.

## 수상
- 동아대상 (1973년)
- 소파상 (1974년) - 〈소케트군〉《소년동아일보》[5]
- 서울언론인클럽 신문만화상 (1988년)
- 언론학회 언론상 (1990년)
- 한국만화문화상 (1997년)
- 보관문화훈장 (2002년)

## 전시

### 개인전
- 「1회 개인전」 1961년 10월 21일 ~ 10월 27일, 국립도서관화랑[6]
- 「2회 개인전」 1963년 10월 25일 ~ 10월 31일, 국립도서관화랑[7]
- 「3회 개인전 '김성환 회화전'」 1977년 3월 24일 ~ 3월 29일, 문헌화랑[8]
- 「4회 개인전 '김성환 동양화전'」 1979년 3월 29일 ~ 4월 3일, 미도파화랑[9]
- 「5회 개인전 '김성환 작품전'」 1982년 10월 21일 ~ 10월 26일, 미도파화랑[10]
- 「6회 개인전 '김성환 회화전'」 1990년 6월 18일 ~ 6월 24일, 서울 압구정동 현대미술관[11]
- 「7회 개인전 '김성환 세계풍물화전'」1995년 10월 10일 ~ 10월 15일, 서울 소공동 롯데백화점 7층 롯데화랑[12]
- 「8회 개인전」
- 「9회 개인전」
- 「10회 개인전 '판자촌 시대'」 2004년 6월 7일 ~ 6월 12일, 서울갤러리 제1전시실
- 「11회 개인전  '고바우 서화 소품전'」 2007년 3월 20일 ~ 3월 25일, 서울갤러리 제1전시실
- 「12회 개인전」
- 「13회 개인전 '그 시절 그 모습'」 2010년 9월 29일 ~ 10월 4일, 인사동 인사아트센터
- 「14회 개인전 '다정한 편지'」 2011년 11월 9일 ~ 11월 24일, 서울 소공동 롯데갤러리

### 기념전
- 「1만회게재 기념전」 1987년 5월 6일 ~ 5월 10일, 서울 세종문화회관 제1회의실
- 「고바우 김성환작품전시실」 1996년 11월 25일, (상설전시실 개관) 서초동 국립중앙도서관 7층
- 「고바우 반세기전」 2000년 11월 9일 ~ 11월 21일, 서울 세종문화회관 갤러리

### 참여전
- 한국시사만화가협회 주최「한국시사만화전」참여 1999년 10월 8일 ~ 10월 20일, 서울애니메이션센터
- 「아시아 만화전」참여 2001년6월 21일~7월 2일 서울 세종문화회관 세종갤러리 제3전시장[13]
- 「김성환 이석주 황주리 - 세사람 전」 2003년 9월 17일 ~ 9월 30일, 서울 인사동 이화익갤러리[14]
- 「한국 시사만화작가 초대전」참여 2003년 9월 27일 ~ 10월 12일, 서울애니메이션센터 1층 테마ㆍ기획전시실[15]